# Antiagrion grinbergsi
Antiagrion grinbergsi là loài chuồn chuồn trong họ Coenagrionidae. Loài này được Jurzitza mô tả khoa học đầu tiên năm 1974.